# Niszczyciele typu Somers
Niszczyciele typu Somers – amerykańskie niszczyciele, pełniące funkcję przewodników floty (liderów), zbudowane w latach 1937–1938 i służące w US Navy podczas II wojny światowej.

## Geneza
W pierwszej połowie lat 30. XX wieku rozpoczęto w Stanach Zjednoczonych duży program rozbudowy sił marynarki wojennej, jednym  z jego elementów była budowa serii niszczycieli. Podjęto również decyzję, aby wybudować kilka niszczycieli pełniących rolę przewodników floty (liderów), okrętów większych i silniej uzbrojonych od klasycznych niszczycieli. Rolę liderów we Flocie Pacyfiku pełniły jednostki typu Porter, we Flocie Atlantyckiej rolę liderów miały pełnić niszczyciele typu Somers.

## Budowa
Wybudowano 5 okrętów typu Somers: USS „Somers” (DD-381), USS „Warrington” (DD-383), USS „Sampson” (DD-394), USS „Davis” (DD-395) oraz USS „Jouett” (DD-396). Pierwsze dwa niszczyciele wybudowano w stoczni Federal Shipbuilding and Drydock Company w Kearny w stanie New Jersey, pozostałe trzy w stoczni Bath Iron Works w Bath (Maine).
| Nr. taktyczny Nazwa | Stocznia             | Położenie stępki | Wodowanie  | Wejście do służby |
| ------------------- | -------------------- | ---------------- | ---------- | ----------------- |
| DD 381 Somers       | Federal Shipbuilding | 27.06.1935       | 13.03.1937 | 30.06.1938        |
| DD 383 Warrington   | Federal Shipbuilding | 10.10.1935       | 15.05.1937 | 12.08.1938        |
| DD 394 Sampson      | Bath Iron Works      | 08.04.1936       | 16.04.1938 | 03.10.1938        |
| DD 395 Davis        | Bath Iron Works      | 28.07.1936       | 30.07.1938 | 16.12.1938        |
| DD 396 Jouett       | Bath Iron Works      | 26.03.1936       | 24.09.1938 | 07.03.1939        |

## Konstrukcja
Za projekt niszczycieli odpowiedzialna była firma Gibbs & Cox. Mając już doświadczenie w eksploatacji niszczycieli typu Porter, zdecydowano się wprowadzić kilka udoskonaleń istniejącego typu. Najważniejszym z nich był nowy zespół napędowy opracowany przez firmę Babcock & Wilcox i Foster Wheeler. Nowe kotły wytwarzające parę o wyższym ciśnieniu i większej temperaturze pozwalały osiągnąć prędkość o 0,5 węzła większą niż na Porterach (Podczas prób morskich USS „Sampson” rozwinął prędkość 38,56 w). Wzmocniono uzbrojenie torpedowe o dodatkowe trzy wyrzutnie w porównaniu z Porterem. Wygospodarowano dla nich miejsce dzięki rezygnacji z jednego z kominów. Zrezygnowano z masztu rufowego, a jedyny istniejący miał konstrukcję palową, osiągnięto dzięki temu znaczne oszczędności tonażowe. Dzięki tym wszystkim udoskonaleniom lidery floty Atlantyku były szybsze i posiadały większy zasięg od swoich pacyficznych odpowiedników.

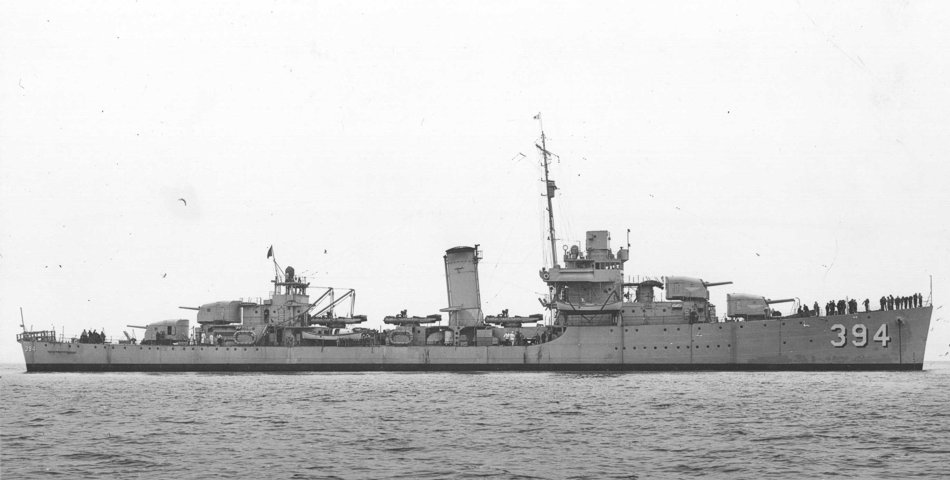
USS „Sampson” (DD-394)

## Uzbrojenie
Uzbrojenie główne tworzyło 8 armat Mk 12 na podwójnych podstawach Mk 22, kalibru 127 mm i długości luf 38 kalibrów, rozmieszczonych w czterech wieżach artyleryjskich. Uzbrojenie przeciwlotnicze tworzyło 8 działek Mk 2, kalibru 28 mm o długości lufy 75 kalibrów, rozmieszczonych na dwóch stanowiskach po cztery lufy oraz dwa karabiny maszynowe 12,7 mm. Okręty posiadały również trzy stanowiska torpedowe 533 mm, po trzy wyrzutnie na stanowisko i dwie rufowe zrzutnie bomb głębinowych Mk 7. Niszczyciele zaopatrzone były również w urządzenia sonarowe.

## Modyfikacje
W 1942 roku na niszczycielach typu Somers zdemontowano środkowy zespół wyrzutni torpedowych oraz działka 28 mm zastępując je działkami 20 mm. W 1943 roku usunięto wieżę artyleryjską nr 3 (rufową), wzmacniając uzbrojenie przeciwlotnicze działkami 20 mm Oerlikon oraz działkami 40 mm Boforsa. W toku działań wojennych zaczęto instalować wyposażenie radiolokacyjne: radar dozoru SC oraz radar kierowania ogniem Mk 3. Na rufie montowano maszty z radionamiernikami HF/DF.